# Curbed
Curbed — американский сайт о недвижимости и городском дизайне, основанный в качестве блога Локхартом Стиллом в 2006 году.

## История
Полноценный сайт, основанный в 2010 году, содержал страницы, посвящённые конкретным рынкам недвижимости и мегаполисам США.  Стилл однажды описал Curbed.com как «Architectural Digest после обеда с тремя мартини». На сайте ежегодно проводится конкурс Curbed Cup, в ходе которого выбирается лучший район в каждом городе.

### Приобретение компанией Vox Media
В ноябре 2013 года компания Vox Media приобрела сеть Curbed Network, в которую, помимо Curbed, входили также сайт о еде Eater и сайт о моде Racked. По данным газеты, сумма сделки, заключенной в денежном эквиваленте, составила от 20 до 30 млн долларов. В 2020 году, в рамках тенденции сокращения штатов и реструктуризации многих сайтов, финансируемых венчурным капиталом, а также последствий пандемии COVID-19, многие сайты Curbed, ориентированные на конкретные регионы, закрылись, оставив Нью-Йорк в качестве единственного мегаполиса. В октябре 2020 года Curbed был интегрирован в журнал New York Magazine.